# Ланг, Моисей Петрович
Моисей Петрович Ланг (Moses von Lange; около 1740 — 24 сентября 1788 года) — генерал-майор Русской императорской армии, герой войны против Барской конфедерации, кавалер ордена св. Георгия 4-й степени.

## Биография
В военную службу вступил в 1764 году в армейскую кавалерию, служил в Каргопольском карабинерном полку.
В 1769—1772 годах принимал участие в военных действиях против польских конфедератов. С 1 января 1770 года — подполковник Каргопольского карабинерного полка. С 25 марта 1770 года командовал Сандомирским постом в подчинении А. В. Суворова. 7 апреля 1772 года, будучи в чине подполковника, был награждён орденом св. Георгия 4-й степени:
За храброе с поспешностию преследование польских мятежников 19 октября 1771 года под командою Пулавского и, догнав при городе Радоме со всею его силою, за атакование и расбитие.
После разбития основных сил базировался в окрестностях Петрокова, затем перейдя под командование Суворова при осаде Краковского замка. 2 мая 1772 года Суворов писал А. И. Бибикову:
... о пожаловании от Ея Императорского Величества господина подполковника Ланга Военным Орденом Святого Великомученика и Победоносца Георгия я известен, и ему, господину подполковнику, о сем пожалованном от Ея Императорского Величества знаке объявлено.
— из чего следует, что Суворов, по праву и обязанности вышестоящего начальника, лично поздравил Ланга Георгиевским кавалером.
4 мая 1772 года отряд подполковника Ланга захватил в местечке Кельце вражеский склад с оружием.
17 марта 1774 года был произведён в полковники Каргопольского карабинерного полка и назначен его командиром. Был с полком в войсках главной квартиры Дунайской армии фельдмаршала Румянцева, откуда полк откомандирован в отдельный блокадный корпус при крепости Варна. 4 эскадрона полка под его командой воспрепятствовали попытке гарнизона крепости прорвать блокаду. В 1776 году — полковник, командир Каргопольского карабинерного полка.
1 января 1779 года получил чин бригадира  и назначен командиром Кирасирского Военного ордена полка, а через год — в 1780 году — стал генерал-майором.

## Адресат Суворова
Известно несколько личных приказов Александра Васильевича Моисею Петровичу в бытность того подполковником — заместителем командира Каргопольского карабинерного полка — в Малой Польше, где Суворов командовал частью Отдельного корпуса генерал-поручика Веймарна (затем — А. И. Бибикова). Вот что Суворов писал Лангу о пойманном каргопольскими карабинерами в бою при селе Соли шпионе Барской конфедерации:
… Отправленного же шпиона содержать в Люблине впредь до резолюции от генерал-порутчика, или лутше, избегая затруднения, прикажите при публикации в Люблине городскому кату ошельмовать, положить клеймы, отрезать уши; буде же таких клеймов нет, то довольно что и уши отрезать и выгнать из города мётлами. А лутше всего прикажите его только высечь как-нибудь кнутом, ибо сие почеловечнее.
Позднее, 19 ноября 1771 года, Суворов писал Лангу в Петроков о необходимости постоянно собирать и доставлять сведения о конфедератах в Люблин ему лично «хотя бы в месяц раз».
Скончался 24 сентября 1788 года.